# ۹۶۴ (میلادی)
۹۶۴ (میلادی) نهصد و شصت و چهارمین سال تقویم میلادی است.

## درگذشتگان
‎